# Nonggunong (plaats)
Nonggunong is een bestuurslaag in het regentschap Sumenep van de provincie Oost-Java, Indonesië. Nonggunong telt 1537 inwoners (volkstelling 2010).